# Янко Наталія Вікторівна
Наталія Вікторівна Янко (нар. 11 листопада 1957, с. Майдан, Україна) — український лікар, кандидат медичних наук. Депутат Волинської обласної ради. Член наукового товариства гігієністів України. Головний державний санітарний лікар Волинської області (від 2005).

## Життєпис
Наталія Янко народилася 11 листопада 1957 року у селі Майдані, нині Голобської громади Ковельського району Волинської области України.
Закінчила Львівський медичний інститут (1982). Працювала санітарним лікарем гігієни дітей і підлітків Волинської обласної санепідстанції (1982—1989), лікарем по санітарній освіті Косівської районної санепідстанції Львівської області (1989), санітарним лікарем гігієни дітей і підлітків, завідуюча відділенням гігієни дітей і підлітків Волинської обласної санепідстанції (1989—1993), заступником головного лікаря по оргметодроботі Волинської обласної дитячої клінічної лікарні (1993—1996), завідувачем відділенням соціальної гігієни і управління санепідслужбою, заступником головного лікаря Волинської обласної санепідстанції (1996—2005), від 2005 — головний державний санітарний лікар Волинської області, від 2016 — в.о. директора Волинського обласного лабораторного центру МОЗ України, також — доцент Луцького національного технічного університету.

## Відзнаки
- переможниця акції «Людиною року Волинського краю — 2005»
- заслужений лікар України (2009)[1],
- кавалер ордена княгині Ольги III ступеня (2021)[2].